# Divergente
Pour les articles homonymes, voir Divergence.
Série Divergente
Divergente 2 : L'Insurrection
(2015)
Pour plus de détails, voir Fiche technique et Distribution.
Divergente (Divergent), ou Divergence au Québec, est un film de science-fiction américain de Neil Burger, sorti en 2014.
C'est une adaptation du roman Divergente, premier tome d'une trilogie de Veronica Roth, édité en 2011.
C'est le premier opus d'une série de films. Il est suivi en 2015 de Divergente 2 : L'Insurrection, puis, en 2016, de Divergente 3 : Au-delà du mur. Ces trois grosses productions hollywoodiennes n'obtiennent qu'un succès très relatif auprès des critiques et du public. Un 4e volet est annulé.
Le film décrit une société dystopique dans laquelle les individus sont divisés en cinq factions basées sur des traits de personnalité spécifiques, ceux qui n'entrent dans aucune d'elles, les divergents, doivent être éliminés. C'est le cas de Béatrice (Shailene Woodley), qui va se battre pour survivre et tenter de changer cet ordre de choses.

## Synopsis
Béatrice Prior est une jeune femme qui vit dans un monde post-apocalyptique. La ville de Chicago est entourée d'un mur et la société est divisée en cinq factions pour préserver la paix : les « Audacieux » pour les courageux (chargés de protéger), les « Érudits » pour les plus intelligents, les « Sincères » pour ceux qui disent la vérité (chargés de rendre la justice), les « Fraternels » pour les plus gentils (chargés de cultiver la terre) ; enfin les « Altruistes » (dont fait partie Béatrice), faction des généreux, à qui est dévolu le rôle de gouverner. Béatrice et son frère Caleb vivent chez leurs parents, Natalie et Andrew, ce dernier étant au service du conseil dirigeant avec le responsable des Altruistes, Marcus Eaton. 
Béatrice et Caleb passent un test censé leur indiquer quelle faction choisir pour leur avenir. La jeune femme passe le sien sous contrôle de Tori, une Audacieuse ; mais, cas rarissime, son test d'aptitude n'est pas concluant et ses résultats font apparaître plusieurs factions : c'est une Divergente. Tori trafique les résultats et la fait passer pour une Altruiste. De retour chez elle, Béatrice apprend de ses parents que les Érudits complotent pour remplacer les Altruistes au sein du gouvernement. Malgré cela, Nathalie et Andrew laissent leurs enfants libres de leur choix.  
Lors de la cérémonie présidée par Marcus et Jeanine Matthews, chef des Érudits, Caleb choisit contre toute attente cette même faction, tandis que Béatrice après hésitation choisit les Audacieux. C'est donc une nouvelle vie qui commence pour la jeune femme. Elle rencontre alors Christina, Al, Will et l'égocentrique Peter, qui ont également choisi de quitter leur faction d’origine pour les Audacieux. Pris en charge par Eric, un formateur brutal, Béatrice est la première volontaire pour un saut de confiance du haut d’un bâtiment. Et quand Quatre, un second instructeur, lui demande son prénom, elle le raccourcit en « Tris », ce qui convient mieux à sa nouvelle faction. 
Une fois que les nouveaux ont pris leurs quartiers, Eric et Quatre annoncent les règles : un classement déterminera ceux qui seront sélectionnés pour faire partie des Audacieux. Ceux qui échoueront deviennent de facto des « sans faction », en marge de la société. Tris revoit Tori qui lui explique que, parce qu'ils ne peuvent être contrôlés, les Divergents sont traqués, car ils menacent l'équilibre de la société. Tris doit donc réussir à devenir une Audacieuse. Durant plusieurs semaines, elle et ses amis endurent un entraînement féroce basé sur le dépassement de soi, grâce aux entraînements physiques à répétition et le contrôle de la peur à travers des simulations psychologiques.
Cantonnée en bas de classement, faible physiquement, Tris se démène tant bien que mal, encouragée par Quatre qui croit en la jeune femme. Elle sort du lot lors d'un exercice de combat et remonte dans le classement. Un jour, Natalie parvient à revoir discrètement sa fille : elle sait que Tris est Divergente, chose qui pourrait se révéler lors des simulations psychologiques. En effet, dans les simulations, Tris se sort d'affaire trop facilement et Quatre soupçonne sa divergence. En aparté, Tori explique à la jeune fille que tout Divergent découvert est éliminé, comme le fut jadis son propre frère. Craignant pour sa vie, Tris rend visite à Caleb chez les Érudits pour qu'il l'aide à changer de faction, mais c'est impossible. Les Érudits projettent de renverser les Altruistes, car ces derniers protègent les Divergents. Et Jeanine souhaite que Tris aille dans son sens pour préserver la paix des factions.
À son retour au quartier, Tris est agressée par des individus — dont Al, en position délicate en bas de classement —, avant d'être sauvée par Quatre. Le lendemain, Al se suicide. Tris pense qu'elle ne deviendra jamais une Audacieuse, en raison de sa divergence, et Quatre le sait. Il lui conseille alors de relever les défis comme le ferait une Audacieuse. Pour ce faire, il l'entraîne dans ses propres simulations de peur. Elle y apprend que le vrai nom de Quatre est Tobias, qu'il est le fils de Marcus Eaton, et que ce dernier le battait. Après la simulation, Tris demande à voir le tatouage de Quatre qui représente les cinq factions. Les deux jeunes gens s'embrassent et passent la nuit ensemble. Le lendemain, ils repèrent des Érudits livrant un sérum de contrôle aux Audacieux.  
Tris passe finalement son test de simulation avec succès devant les officiels et devient une Audacieuse. Mais, peu après, tous les Audacieux sont contraints par Eric de recevoir une injection, le fameux sérum fourni par les Érudits. Le matin suivant, les Audacieux se retrouvent tous sous contrôle. Tris, du fait de sa divergence, n'est pas sous l'emprise et feint de l'être pour éviter tout soupçon. Tous s'arment et embarquent dans le train qui les conduit chez les Altruistes. A bord, Tris parvient à hauteur de Quatre qui semble sous contrôle comme tous les autres mais il finit par lui prendre la main : Quatre est Divergent, au grand soulagement de Tris. Une fois sur place, les soldats Audacieux sous influence capturent les Altruistes, tandis que Quatre aide Tris à localiser ses parents. Mais Eric et Max les découvrent et les deux Divergents sont capturés. Jeanine emmène ensuite Quatre pour des tests et ordonne l’exécution de Tris.
Tris est sauvée in extremis par sa mère Natalie qui se révèle en fait être une ancienne Audacieuse. Dans leur fuite et la fusillade qui s'ensuit, Tris est contrainte de tuer Will sous emprise avant que Natalie ne meure à son tour tuée par les poursuivants. Tris retrouve ensuite un groupe d'Altruistes dont son père Andrew, son frère Caleb et Marcus Eaton. Tous les quatre reviennent au siège des Audacieux où ils trouvent Peter. Sous la contrainte, ce dernier les conduit au centre de contrôle des Érudits. Andrew se sacrifie ensuite dans une fusillade ce qui permet à Tris de trouver Quatre, dont l’esprit est maintenant sous contrôle. Ce dernier attaque la jeune femme mais elle parvient à le ramener à la raison avant que tous deux neutralisent les hommes de Jeanine. Tris utilise ensuite un échantillon du sérum sur cette dernière pour la forcer à supprimer le programme de contrôle. Les Audacieux sous emprise reprennent alors leurs esprits et le massacre des Altruistes est ainsi évité de peu. Tris, Quatre, Caleb, Peter et Marcus s'échappent et montent dans un train vers le mur. Ils sont désormais sans faction.

## Fiche technique
- Titre original : Divergent
- Titre français : Divergente
- Titre québécois : Divergence[2]
- Réalisation : Neil Burger
- Scénario  : Evan Daugherty et Vanessa Taylor, d'après le roman de Veronica Roth
- Musique : Junkie XL
- Direction artistique : Patrick M. Sullivan Jr., Andrew Max Cahn, Chris Cleek et A. Todd Holland
- Décors  : Andy Nicholson
- Costumes : Carlo Poggioli
- Photographie : Alwin H. Küchler
- Son : Wylie Stateman, Michael Keller, Mike Prestwood Smith, Andrii Trifonov
- Montage : Richard Francis-Bruce et Nancy Richardson
- Production : Douglas Wick, Lucy Fisher, Pouya Shahbazian, Gillian Bohrer et Erik Feig[3]

Direction de production : Michael Paseornek et Patrick Wachsberger
Production déléguée : John J. Kelly, Rachel Shane et Barry H. Waldman
Coproduction : Veronica Roth
- Sociétés de production[4] : Red Wagon Entertainment, avec la participation de Summit Entertainment
- Sociétés de distribution :
  - États-Unis : Lionsgate
  - Canada : Entertainment One
  - France : SND Films
  - Belgique : Belga Films
  - Suisse : Ascot Elite Entertainment Group
- Budget : 85 millions de $[5]
- Pays d'origine :  États-Unis
- Langue originale : anglais, espagnol
- Format[6] : couleur (DeLuxe) - 35 mm / D-Cinema - 2,35:1 (Cinémascope) - son Dolby Digital |Datasat | SDDS | Dolby Atmos | Auro 11.1
- Genre : science-fiction, action, aventures, Dystopie, romance
- Durée : 139 minutes
- Dates de sortie[7] :
  - États-Unis, Québec[2] : 21 mars 2014
  - Belgique : 2 avril 2014
  - France, Suisse romande[8] : 9 avril 2014
- Classification[9] :
  -  États-Unis : Accord parental recommandé, film déconseillé aux moins de 13 ans (certificat #48929) (PG-13 - Parents Strongly Cautioned)[Note 1].
  -  France : Tous publics (visa d'exploitation no 139383 délivré le 8 avril 2014)[10].
  -  Québec : Tous publics (G - General Rating).
  -  Suisse romande : Interdit aux moins de 12 ans[11].

## Distribution
- Shailene Woodley (VF : Jessica Monceau ; VQ : Eloïsa Cervantes) : Beatrice Prior / « Tris »
- Theo James (VF : Mathieu Moreau ; VQ : Jean-François Beaupré) : Tobias Eaton / « Quatre »
- Kate Winslet (VF : Armelle Gallaud ; VQ : Valérie Gagné) : Jeanine Matthews
- Zoë Kravitz (VF : Lutèce Ragueneau ; VQ : Sarah-Jeanne Labrosse) : Christina
- Ansel Elgort (VF : Victor Naudet ; VQ : Nicholas Savard L'Herbier) : Caleb Prior
- Miles Teller (VF : Gilduin Tissier ; VQ : Alexandre Fortin) : Peter
- Jai Courtney (VF : Jérémie Covillault ; VQ : Marc-André Bélanger) : Eric
- Maggie Q (VF : Yumi Fujimori ; VQ : Catherine Hamann) : Tori Wu
- Ray Stevenson (VF : Patrick Raynal ; VQ : Sylvain Hétu) : Marcus Eaton
- Ashley Judd (VF : Emmanuelle Rivière ; VQ : Julie Burroughs) : Natalie Prior
- Tony Goldwyn (VF : Lionel Tua) : Andrew Prior
- Mekhi Phifer (VF : Daniel Lobé) : Max
- Christian Madsen (VF : Stanislas Forlani ; VQ : François-Nicolas Dolan) : Albert / « Al »
- Ben Lloyd-Hughes (VF : Brice Ournac ; VQ : Frédéric Millaire-Zouvi) : Will
- Ben Lamb  : Edward

Source et légende : version française (VF) sur RS Doublage et AlloDoublage ; version québécoise (VQ) sur Doublage.qc.ca.

Photos des acteurs principaux à la première du film
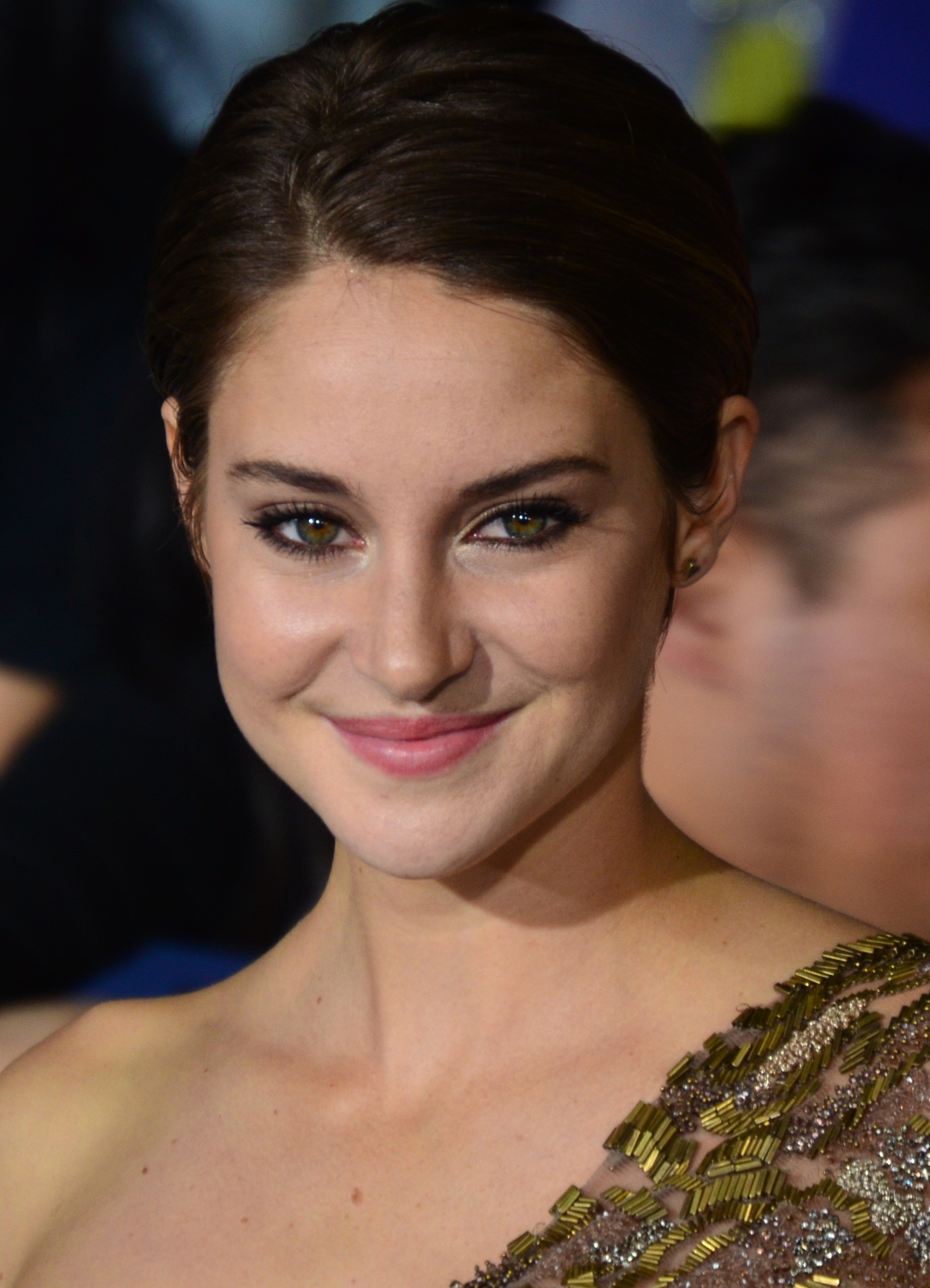
Shailene Woodley est Tris
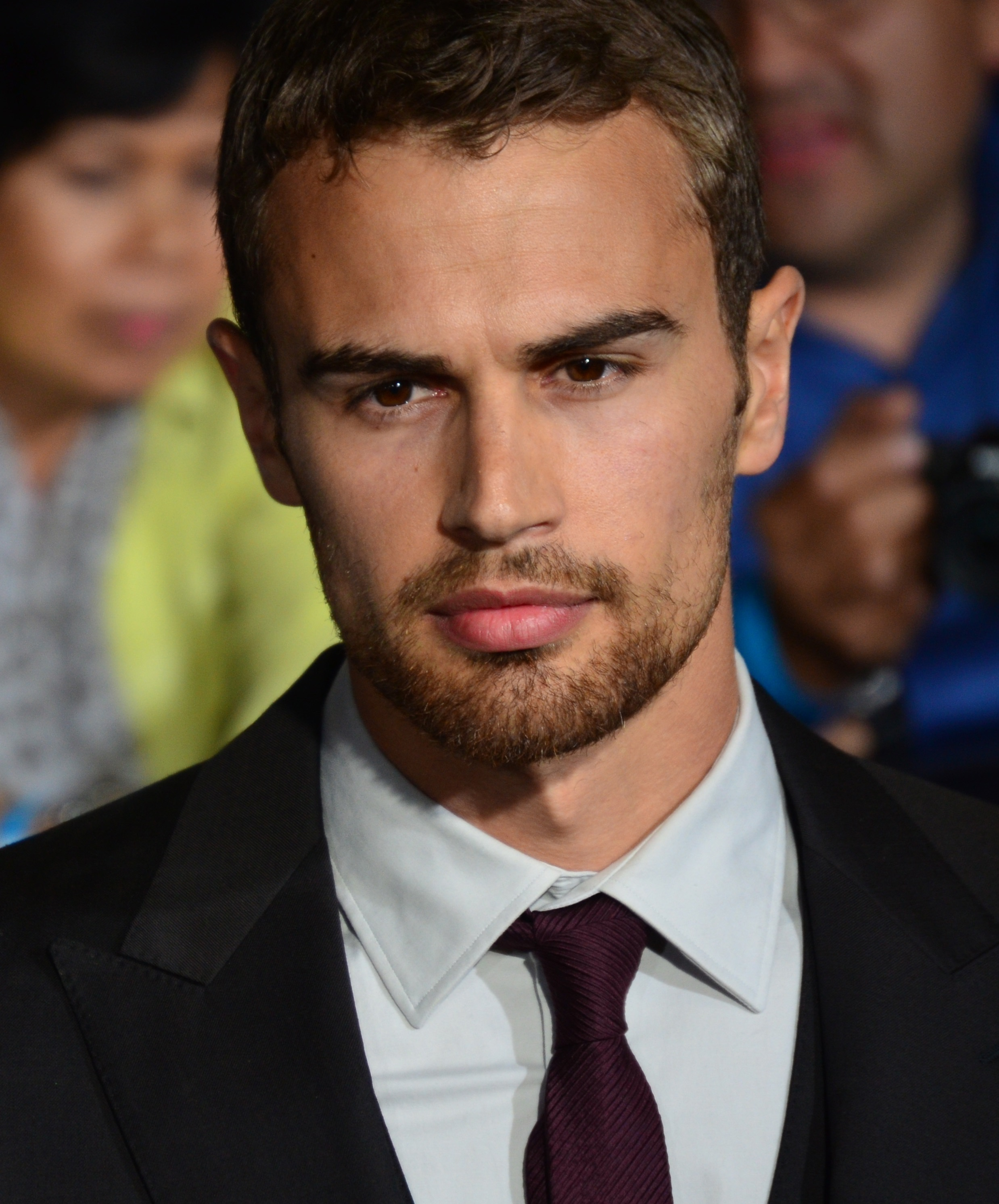
Theo James est Quatre
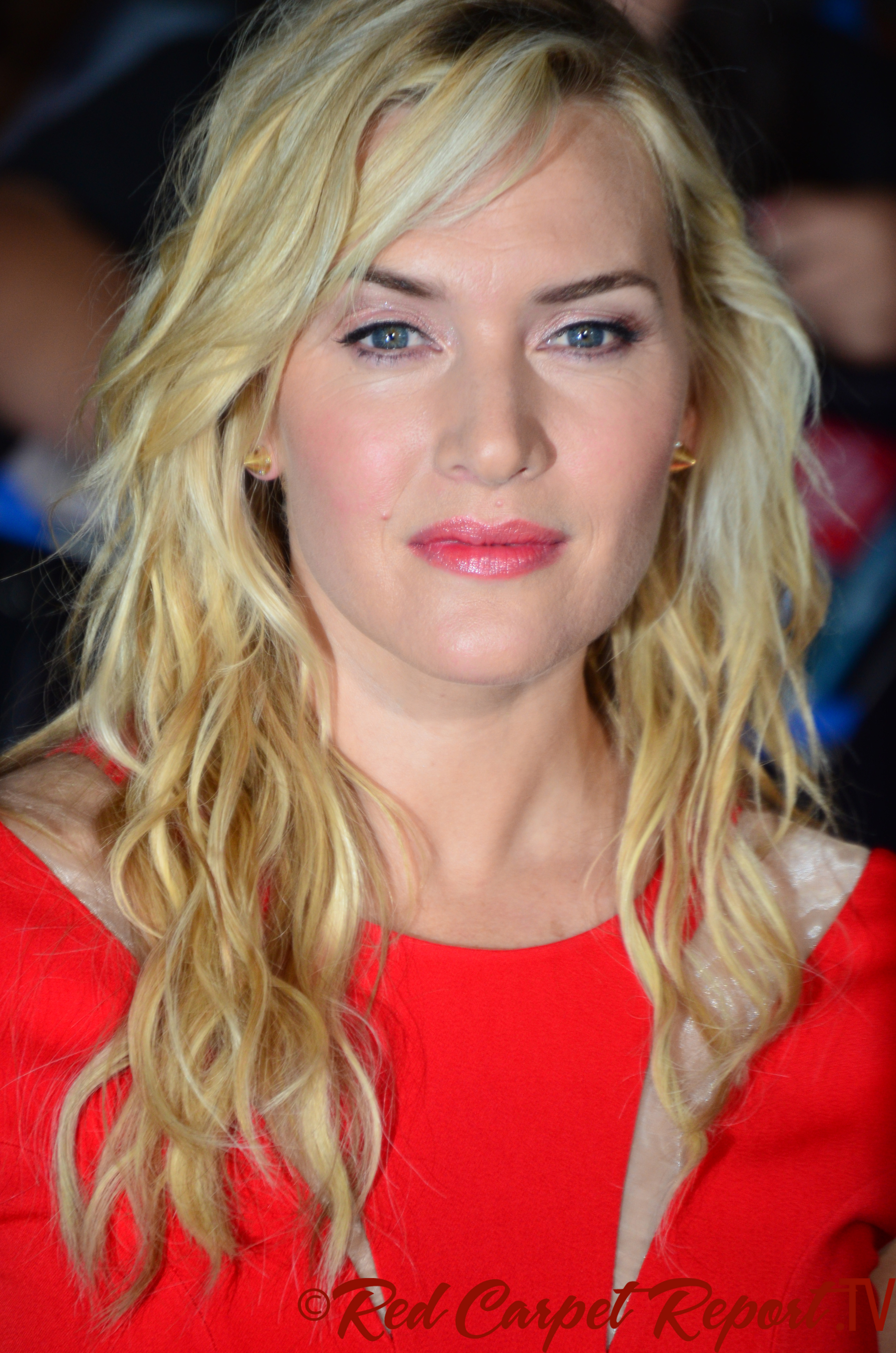
Kate Winslet est Jeanine Matthews
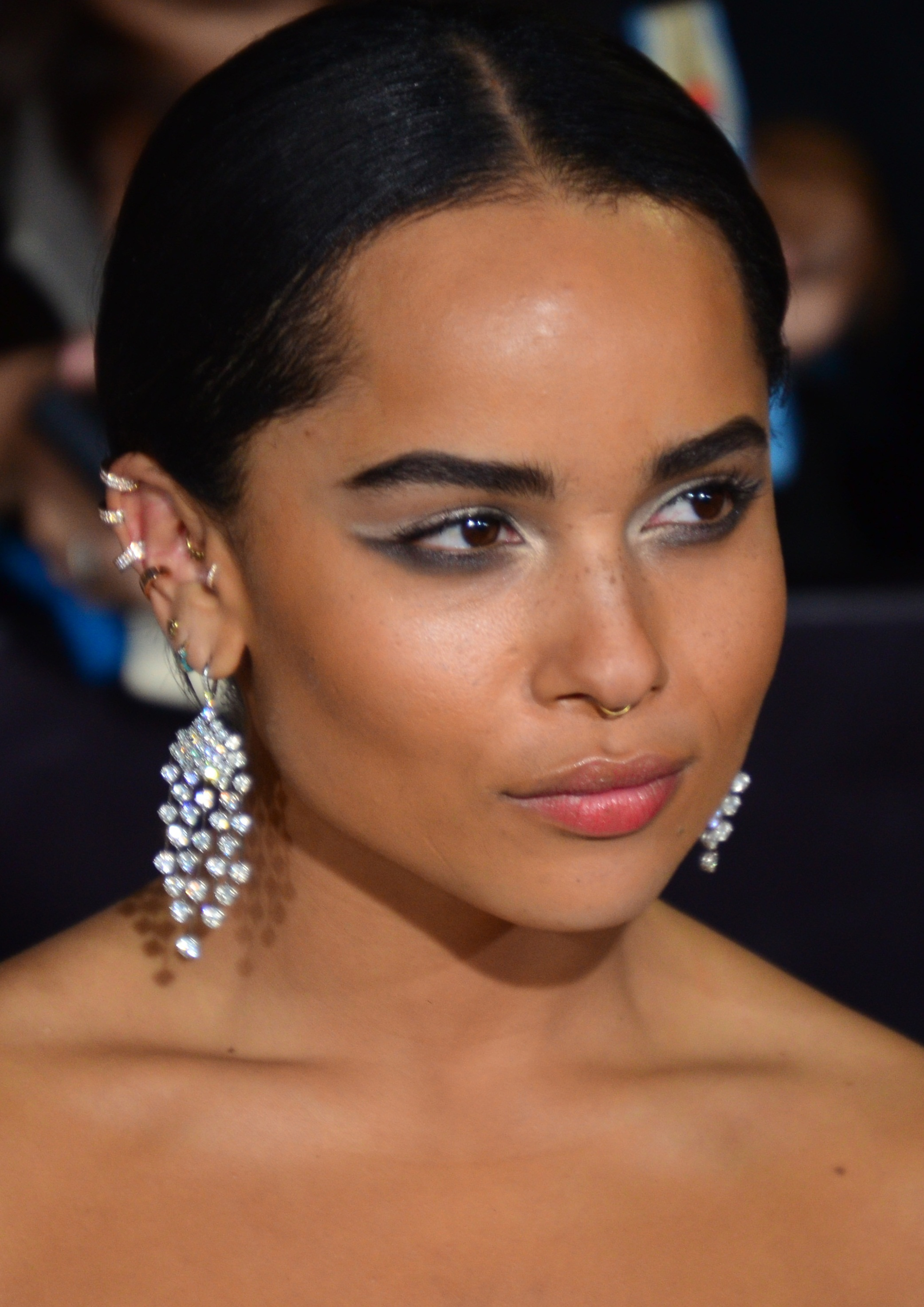
Zoë Kravitz est Christina
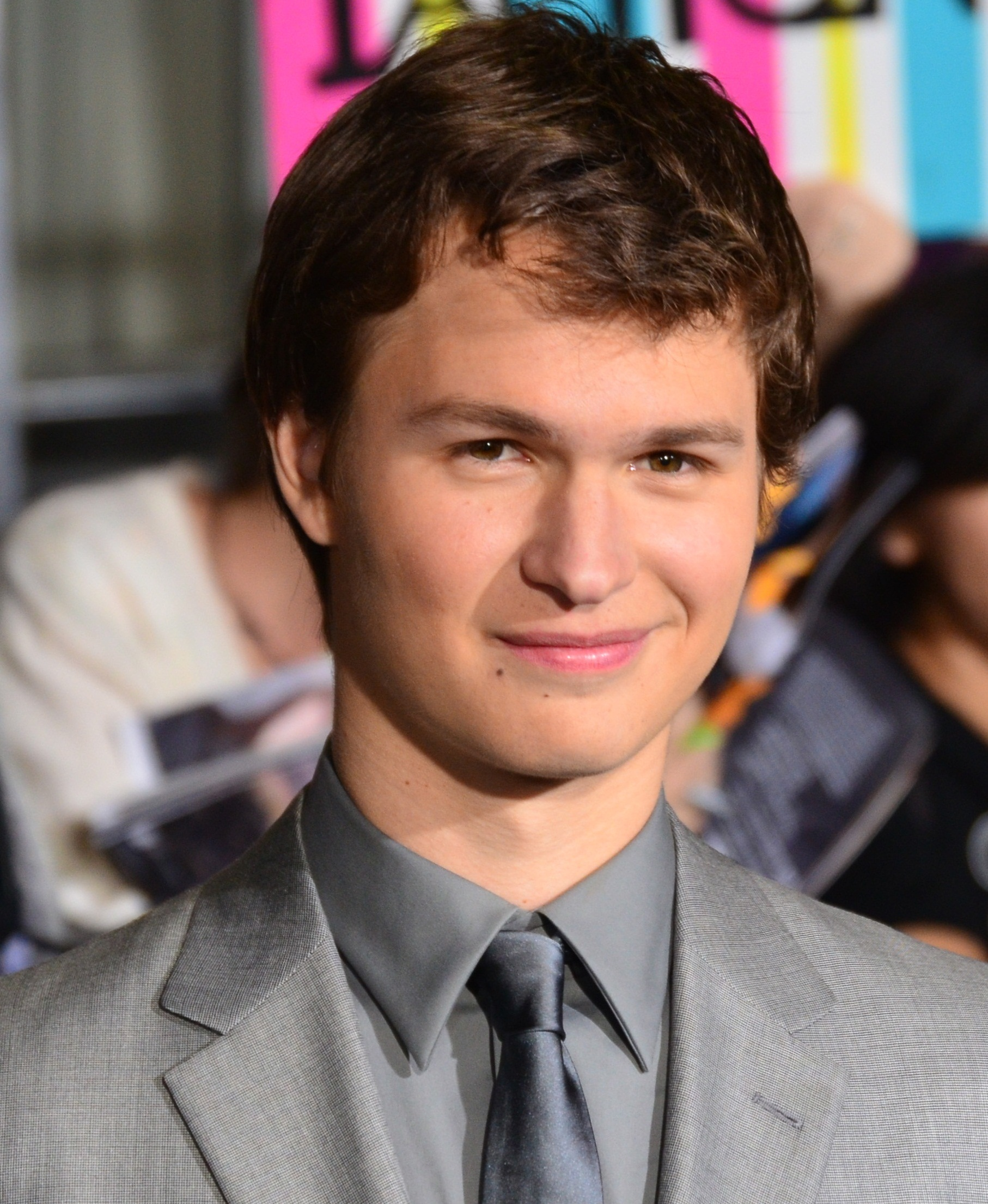
Ansel Elgort est Caleb Prior
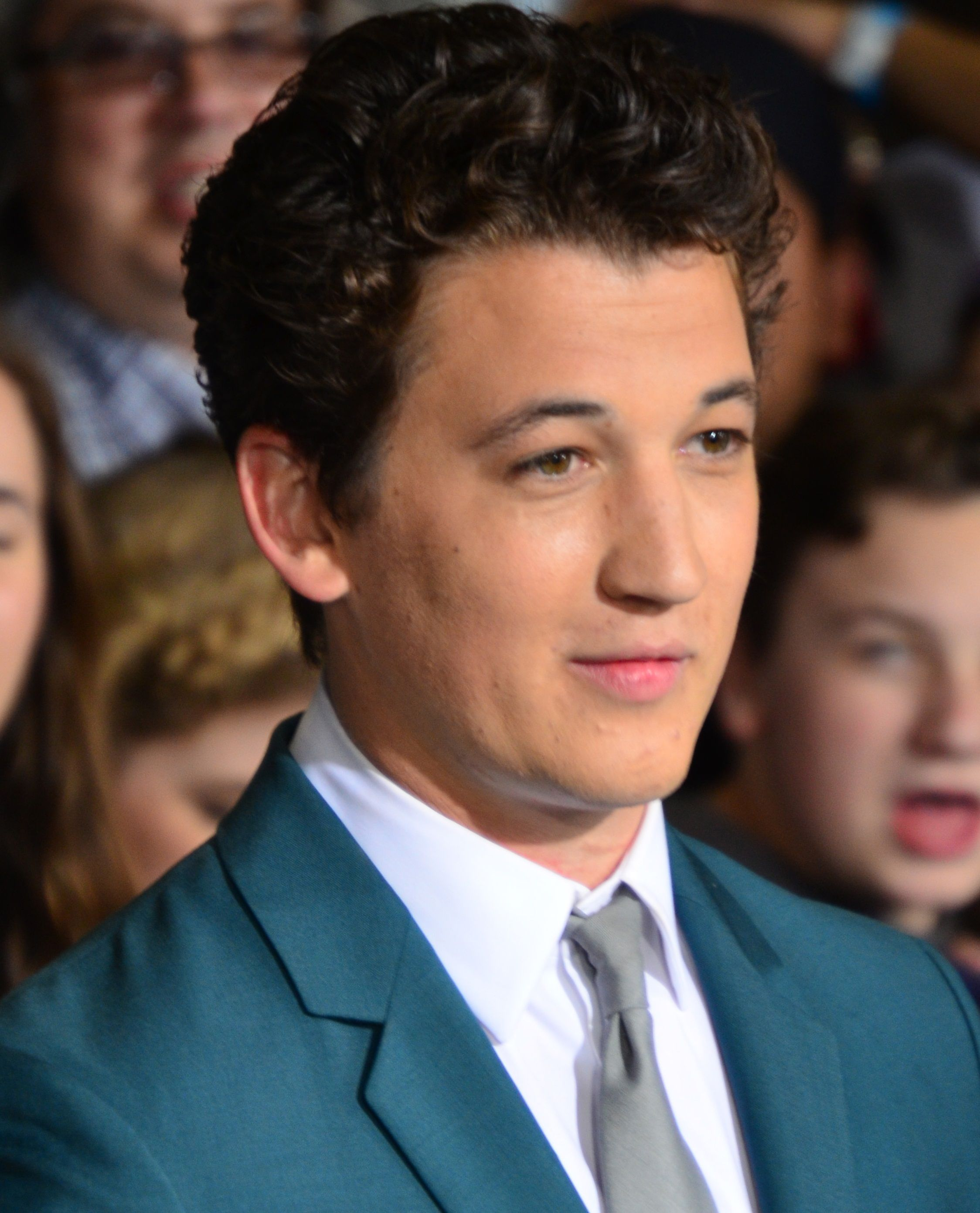
Miles Teller est Peter
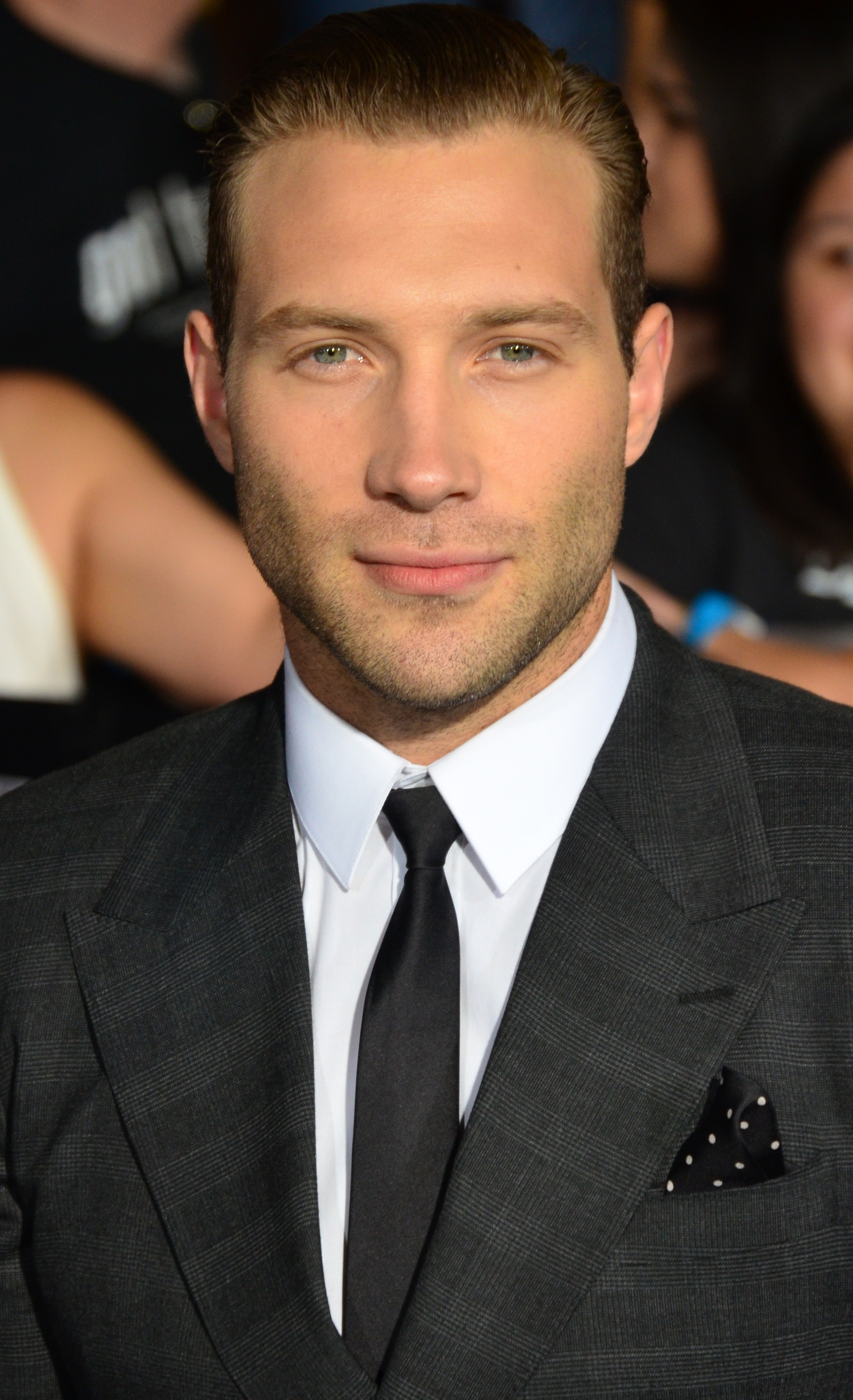
Jai Courtney est Eric

## Bande originale
Bandes originales de Divergente
Divergente 2 : L'Insurrection
(2015)
Singles
1. Find You
Sortie : 26 janvier 2014
2. Beating Heart
Sortie : 9 mai 2014

La bande originale de Divergente a fait parler d'elle avant la sortie du film . La tête de l'affiche de la B.O. est portée en France par une association entre Gesaffelstein et ASAP Rocky. La bande originale ainsi que la version Deluxe sont disponibles dès le 11 mars 2014. Ellie Goulding a notamment enregistré des chansons spécialement pour le film.
| 1.  | Find You                         | Zedd ft. Matthew Koma & Miriam Bryant (en)          | 3:24 |
| 2.  | Beating Heart                    | Ellie Goulding                                      | 3:34 |
| 3.  | Fight For You                    | Pia Mia ft. Chance The Rapper                       | 4:36 |
| 4.  | Hanging On (I See MONSTAS remix) | Ellie Goulding                                      | 4:05 |
| 5.  | I Won’t Let You Go               | Snow Patrol                                         | 4:08 |
| 6.  | Run Boy Run                      | Woodkid                                             | 3:33 |
| 7.  | Backwards                        | Tame Impala & Kendrick Lamar                        | 3:56 |
| 8.  | I Need You                       | M83                                                 | 3:02 |
| 9.  | In Distress                      | ASAP Rocky ft. Gesaffelstein                        | 3:11 |
| 10. | Lost And Found (ODESZA remix)    | Pretty Lights                                       | 4:38 |
| 11. | STRANGER                         | Skrillex ft. KillaGraham From Milo & Otis & Sam Dew | 4:50 |
| 12. | Dream Machines                   | Big Deal                                            | 3:01 |
| 13. | Dead In The Water                | Ellie Goulding                                      | 4:45 |

| 14. | I Love You   | Woodkid        | 3:51 |
| 15. | Waiting Game | BANKS          | 3:28 |
| 16. | My Blood     | Ellie Goulding | 3:54 |

## Accueil

### Critique
Aux États-Unis la critique est négative : Metacritic calcule une moyenne de 48/100 (basé sur 38 critiques) et Rotten Tomatoes 42 % (sur 229 critiques). En France, Allociné indique une note moyenne de 2,5/5 (pour 19 critiques).

### Public
Les spectateurs ne se déplacent pas en très grand nombre pour voir la production hollywoodienne. En France, avec un peu moins d'1,5 million d'entrées, il arrive à la 37e place du box-office 2014. Dans le monde, avec 289 millions de dollars de recettes, pour un budget de 85 millions, le film, s'il est bénéficiaire, ne se classe qu'à la 28e place du box-office mondial, loin derrière Transformers (plus d'un milliard de dollars) ou nombre de films qui ont coûté moins cher : Lucy de Besson, par exemple, avec un budget de 40 millions de dollars, en a rapporté 463 millions.

### Box-office
| Pays ou région | Box-office        | Date d'arrêt du box-office | Nombre de semaines |
| -------------- | ----------------- | -------------------------- | ------------------ |
| États-Unis     | 150 947 895 $     | 6 juin 2014                | 12                 |
| France         | 1 492 110 entrées | 4 juin 2014                | 9                  |
| Mondial        | 288 885 818 $     | 10 juillet 2014            | 16                 |

## Distinctions
Entre 2014 et 2015, Divergente a été sélectionné 17 fois dans diverses catégories et a remporté 7 récompenses.

### Récompenses
- MTV Movie Awards 2014 : MTV Movie Award du Personnage préféré décerné à Shailene Woodley dans le rôle de Tris.
- Prix du jeune public 2014 :
  - Prix du jeune public de la Meilleure révélation décerné à Ansel Elgort,
  - Prix du jeune public de la Meilleure actrice dans un film d’action /  aventure décerné à Shailene Woodley,
  - Prix du jeune public du Meilleur acteur dans un film d’action / aventure décerné à Theo James,
  - Prix du jeune public du Meilleur film d'action / aventure.
- Prix du public 2015 :
  - Prix du public du Duo d'acteur préféré décerné à Shailene Woodley et Theo James,
  - Prix du public du Film d'action préféré.

### Nominations
- Prix de la musique hollywoodienne (Hollywood Music In Media Awards (HMMA)) 2014 :
  - Meilleur supervision musicale pour un film pour Randall Poster,
  - Meilleur bande originale.
- Prix du jeune public 2014 :
  - Meilleure méchante pour Kate Winslet,
  - Meilleure révélation pour Theo James.
- Récompenses du jeune public d'Hollywood 2014 :
  - Meilleur couple à l'écran pour Shailene Woodley et Theo James,
  - Meilleure alchimie entre acteurs au cinéma,
  - Film préféré.
- Association des critiques de cinéma 2015 : Meilleure actrice dans un film d'action pour Shailene Woodley.
- Prix du choix des enfants 2015 : Livre préféré pour Veronica Roth.
- Société des effets visuels 2015 :
  - Meilleurs effets visuels secondaires dans un projet photoréaliste / dans un film en prises de vues réelles pour Jim Berney, Greg Baxter, Matt Dessero et Marshall Richard Krasser.

## Analyse

### Différences principales avec le roman

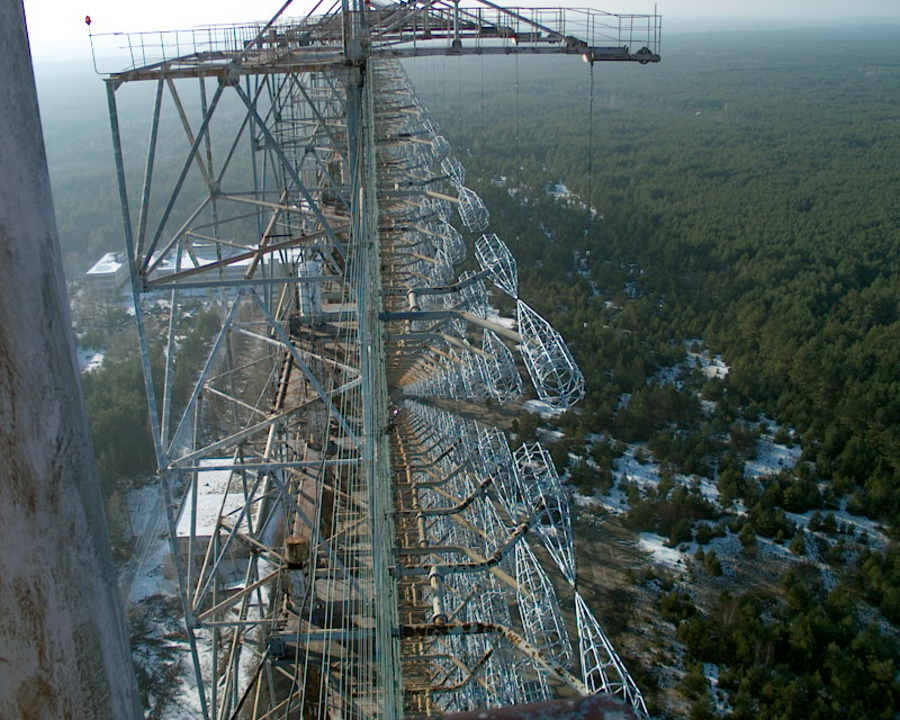
Antenne ayant servi d'inspiration au décor du film. Il s'agit d'un radar russe trans-horizon Duga-3 de la base de Tchernobyl-2.

- Jeanine Matthews est présente au début du film lors de la cérémonie. Dans le livre, Jeanine ne fait son apparition que lorsque Tris l'entend parler à Eric juste avant son agression[27] et les deux femmes ne se verront que quand Tris ira voir son frère chez les Érudits[28].
- Dans le roman, c'est Max qui guide les novices juste avant le saut dans le vide[29] et non Eric. Ce dernier n'apparaît que plus tard, au réfectoire[30].
- La clôture dans le livre est constituée d'un grillage surmonté de fils de fer barbelés[31]. Dans le film, la ville est ceinturée d'un haut mur surmonté d'antennes.
- Le personnage d'Edward n'a qu'un rôle de figurant dans le film. Dans le livre, il est classé premier parmi les transfuges avant d'être gravement blessé à l'œil par Peter[32]. Il devra quitter les Audacieux et se retrouvera sans faction[33].
- Dans le film, les deux escouades tirent des balles neurostimuleurs, la position tenue par l'équipe d'Eric se trouve en haut d'une tour et c'est Tris qui s'empare du drapeau. Dans le roman, le combat se fait au paintball, le groupe d'Eric se trouve dans un parc et c'est Christina qui s'empare du drapeau la première[34].
- Dans le livre, Tris revoit sa mère Natalie lorsque les parents sont autorisés à revoir leurs enfants chez les Audacieux[35]. Quatre la rencontre même lors de cette visite[36]. Dans le film, Natalie doit feinter pour revoir sa fille à l'extérieur et sa rencontre avec Quatre n'a pas lieu.
- Dans le film, Tris va voir Caleb pour quitter les Audacieux car elle craint pour sa vie. Dans le livre, Tris revoit son frère plus tard dans l'histoire et sur un coup de tête après s'être brouillée avec Quatre[37].
- Lors de la dernière épreuve, Tris doit éviter de passer les obstacles trop facilement afin de ne pas révéler qu'elle est divergente. Dans le livre en revanche, ce sont ses compétences qui lui permettent d'être à son avantage et de remporter l'épreuve finale[38].
- Dans le livre, Tris est condamnée à mourir noyée dans une cage en verre avant que sa mère ne la sauve[39]. Cette scène a été simplifiée dans le film.
- Dans le tome, seul Quatre sous influence est présent pour garder l'ordinateur qui contrôle les Audacieux ; Jeanine et ses acolytes sont absents de cette scène[40]. C'est également Quatre une fois lucide qui déconnecte l'ordinateur et non Jeanine[41].

## Suite
La suite de Divergente, intitulée Divergente 2 : L'Insurrection, est sortie au cinéma en 2015.